# Regina Baresi
Regina Elena Baresi (n. 26 septembrie 1991, Milano, Italia) este o fotbalistă italiană.

## Biografie
Baresi este fiica lui Giuseppe Baresi, fostul căpitan al lui Inter Milano, și nepoata lui Franco Baresi, care a fost căpitanul lui AC Milan.

## Carieră
După ce a practicat diferite sporturi în copilărie, la vârsta de 12 ani, Baresi s-a alăturat echipei de tineret a lui Inter Milano. În 2009, echipa a fost promovată la prima echipă și în scurt timp a devenit căpitanul acesteia. În 2013, ea a câștigat campionatul Serie A2 cu Nerazzurri, obținând promovarea în Serie A; în anul următor, însă, nu au reușit să evite retrogradarea imediată a echipei. Prin urmare, în următorii patru ani, ea joacă în mod regulat în seria cadeților cu echipa milaneză.
În sezonul 2018-19 a devenit primul căpitan al noii secții feminine a lui Inter Milano, înființată în urma achiziționării titlului sportiv de la Inter Milano, în același an a participat la câștigarea campionatului din Serie B și la promovarea istorică a echipei Nerazzurri în Serie A.

## Viață personală
În plus față de sport, Baresi lucrează ca comentator de televiziune, participând la emisiuni precum La moviola pe Mediaset Premium, și Quelli che il calcio și La Domenica Sportiva pe Rai 2, și a comentat pe Rai 1 pentru Campionatul Mondial de Fotbal Feminin 2019⁠(d). Partenera ei de viață este jucătoarea de fotbal Julie Debever⁠(d).